# Herrenwieser Weiher
Der Herrenwieser Weiher ist ein See in Kempten (Allgäu) und das flächenmäßig größte Stillgewässer der Stadt. Er bildet die westliche Begrenzung des Höhenzugs Mariaberg. Der Teich ist als Teil der Kemptener Wasserversorgung und als Fischgewässer vor Jahrhunderten künstlich aufgestaut worden. Heute ist er ein beliebter Badesee und steht als Geschützter Landschaftsbestandteil unter Naturschutz. 
Der See liegt an der südwestlichen Stadtgrenze beim Weiler Hinteregg. Der namensgebende Einödhof Herrenwies gehört bereits zur Nachbargemeinde Wiggensbach. Früher führte die Bahnstrecke Kempten–Isny am See vorbei, heute ist dies der Allgäu-Radweg. Der ehemalige Bahndamm wird dabei sowohl als Rad- als auch als Wanderweg genutzt. Der See liegt auf 787,24 m Höhe ü. NN. Die Fläche beträgt 6,4 (nach anderen Angaben 6,6) Hektar. Der See ist im Mittel 1,8 Meter und maximal 4,7 Meter tief. Sein Einzugsgebiet, künstlich erweitert, misst 8,57 km².
Der Herrenwieser Weiher wird 1769 erstmals erwähnt und war Bestandteil der frühen Fernwasserversorgung in Kempten. Vom Herrenwieser Weiher fließt das Wasser über zum Teil künstliche Kanäle zum Kemptener Stadtweiher, einem ebenfalls aufgestauten See des sog. Schlangenbach-Systems.
Der Herrenwieser Weiher gehörte früher zur Gemeinde Sankt Lorenz, die 1972 nach Kempten eingemeindet wurde. Das Gebiet um den See wurde aber bereits am 1. April 1935 mit weiteren Gebieten aus Sankt Lorenz aus- und nach Kempten eingegliedert.
Grundeigentümer des Herrenwieser Weihers war bis 2003 die Stadt Kempten (Allgäu). In diesem Jahr wurde das Gewässer vom Zweckverband für Erholungsgebiete Kempten und Oberallgäu übernommen.